# Куперник, Лев Абрамович
Лев Абра́мович Купе́рник (30 сентября (12 октября) 1845, Вильна — 29 сентября (12 октября) 1905, Киев) — русский адвокат и публицист. 

## Биография
Родился в еврейской купеческой семье в Вильнe 30 сентября (12 октября) 1845 года. Его отец — купец первой гильдии, потомственный почётный гражданин Абрам Аронович (Ааронович) Куперник (1821—1892) — в 1874 году был одним из учредителей Киевского промышленного и торгового товарищества, меценатом; мать — Цыпа-Года Янкель-Шмерковна (Цецилия Яковлевна) Куперник (в девичестве Вилтрина, 1823—1913). 
Окончил юридический факультет Московского университета.
С 16 декабря 1872 года работал присяжным поверенным сначала в Москве, затем Киеве и Одессе. Быстро приобрёл репутацию выдающегося адвоката-криминалиста и выступал во многих громких судебных процессах, среди прочих и в делах Струсберга, «Червонных валетов», Мельницких, в кутаисском деле, в делах о еврейских погромах, в политических и аграрных процессах. На юге и юго-западе России он был самым популярным адвокатом; имя его было известно и в крестьянской среде. Речь Куперника, ровная, плавная, спокойная, оживляемая иронией, производила впечатление и литературной формой, и всегда интересным содержанием. Куперник не оставил сборника своих речей; в печати полностью появилась лишь его речь по кутаисскому делу, принадлежащая к числу лучших речей наших судебных ораторов. Он был одним из самых энергичных и стойких членов организации защитников по политическим процессам.
Как публицист, он сотрудничал в «Юридическом вестнике», «Юристе», «Заре», «Киевской газете», «Киевских откликах», одесских газетах. Его фельетоны на темы общественного характера нередко искрились остроумием. На протяжении многих лет был председателем Киевского драматического общества.
Будучи евреем, крестился в православие для женитьбы на пианистке Ольге Петровне Щепкиной, ученице Николая Рубинштейна. В начале 1874 года у них родилась дочь Татьяна Щепкина-Куперник, шестью годами позже — Александра Щепкина-Куперник (1880—1955), — обе актрисы Малого театра. 
Умер 29 сентября (12 октября) 1905 года. Был похоронен у Аскольдовой могилы в Киеве.

## Семья
- Сестра — Елизавета Абрамовна Мунштейн (в первом браке Гринберг, 1860—?), была с 1892 года замужем за потомственным почётным гражданином Иосифом Григорьевичем Мунштейном (1863—?), выпускником юридического факультета Университета Святого Владимира[10], братом поэта Леонида Мунштейна. Брат — Анатолий Абрамович Куперник (1857—?), был вторым браком женат на дочери бердичевского второй гильдии купца Паулине Йоахимовне Горовиц, их племянник — пианист Владимир Горовиц[11][12].
- Первая жена — Ольга Петровна Щепкина (1851—1893), пианистка[13].
  - Дочери — актрисы Татьяна Щепкина-Куперник (1874—1952) и Александра Щепкина-Куперник (1880—1955).
- Вторая жена — Екатерина Львовна Рапопорт (1855—1884), оперная и камерная певица, драматическая актриса. 
  - Дочь — Екатерина Львовна Куперник (1883—1911).
- Третья жена — Наталья Николаевна Крашенникова (1863—1953), актриса Малого театра.
  - Дочь — Надежда Львовна Крашенникова (урождённая Куперник, 1892—1985), архитектор и искусствовед, кандидат архитектуры.